# 阿里地区
阿里地区（藏語：མངའ་རིས་ས་ཁུལ།，威利转写：mnga' ris sa khul，藏语拼音：Ngari Sakü）是中华人民共和国西藏自治区下辖的地区，位于青藏高原北部羌塘高原核心地带，世界上人口密度最小的地区之一，拥有独特的高原自然风貌。土地面积为337,174.95平方公里。地区行政公署驻噶尔县狮泉河镇文化路6號。元朝称纳里，明朝称俄力思。阿里是喜马拉雅山脉、冈底斯山脉等山脉相聚的地方，被称之为“万山之祖”。同时，这里也是雅鲁藏布江、印度河、恒河的发源地，故又称为“百川之源”。和印度在阿克赛钦南部和巴里加斯有領土爭議。

## 地理
与尼泊尔、印度（包括克什米尔地区的拉達克）接壤，边境线长1170公里。平均海拔4500米。号称“世界屋脊”的屋脊，著名的喜马拉雅山脉、冈底斯山脉、喀喇昆仑山脉和昆仑山脉在这里相汇，境外著名的印度河、恒河等和境内的雅鲁藏布江均发源于此。水域面积有12418平方公里，河流总长度达9089公里，人均水资源丰富。

### 位置
阿里地区位于中国西南边陲、西藏自治区西部、青藏高原西南部。东起唐古拉山以西的杂美山，与那曲市相连；东南与冈底斯山中段的日喀则市仲巴、萨嘎、昂仁县接壤；北倚昆仑山脉南麓，与新疆喀什、和田地区相邻；西南连接喜马拉雅山西段，与印度（包括其管辖的克什米尔南部）、尼泊尔毗邻。辖域总面积34.5万平方公里。南北宽约680公里，东西长700多公里。地理坐标为东经78°23′40″～86°11′51″，北纬29°40′40″～35°42′55″。平均海拔高度为4 500米以上。

### 地貌
阿里地区地貌有高山、沟谷、土林、冰蚀、沖積扇、冰碛和火山等类型，历史上曾经把这种特征概括为冰雪围绕的“普兰”、岩石围绕的“古格”、湖泊围绕的“玛域”，总称为“阿里三围”。
主要山脉有喜马拉雅山脉、冈底斯山脉、喀喇昆仑山脉。南部和西南部为深切的沟、谷及零星的沖積扇地带；东部及西北部地势相对平缓，形成宽谷和一望无际的草原戈壁。总的地势特征是从南到北高原面次第抬升，而各大山脉主脊线逐渐降低，最高点为普兰县境内的纳木那尼峰，海拔高程7694米，最低点在札达县什布奇附近的朗钦藏布河谷，海拔高程2800米，最大相对高差4894米。

### 气候

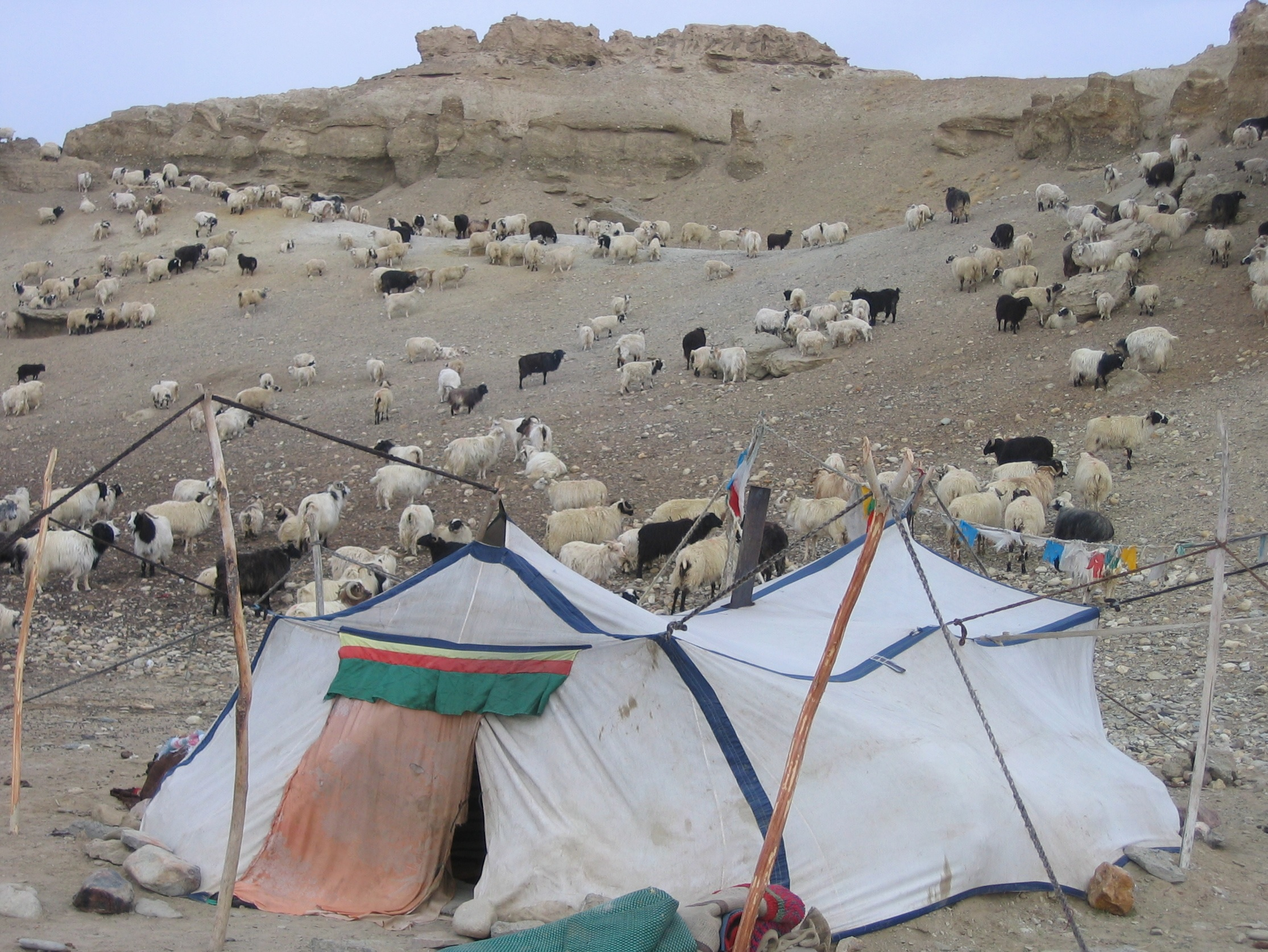
阿里地区气候干旱，居住条件恶劣

阿里属二类风区，年平均风速在每秒3.2米以上，大风频率高达8级以上，年大风日数在149天左右。年平均气温0℃，日平均温度变化幅度极大，真正是“晚穿棉袄，午穿纱”。狮泉河镇冬季终年低温严寒，年平均气温不足零度，狮泉河镇冬季极端最低气温－41度，夏季极端最高气温21度，昼夜温差相当大，年温差小。在海拔5000米以上的地方，8月白天气温为10℃以上，而夜间气温则降至0℃以下。
阿里全年降水量相当少，且季节性强。每年10月至第二年4月，降水量仅占全年的10%～20%，而5月到9月间，雨量十分集中，一般占全年降水量的80%以上。阿里地区由于海拔高，气候寒冷干燥，全年降雨量相当的少，日夜温差大。阿里的冬季漫长而又严寒。
| 噶尔县狮泉河镇气象数据（1981年至2010年） | 噶尔县狮泉河镇气象数据（1981年至2010年） | 噶尔县狮泉河镇气象数据（1981年至2010年） | 噶尔县狮泉河镇气象数据（1981年至2010年） | 噶尔县狮泉河镇气象数据（1981年至2010年） | 噶尔县狮泉河镇气象数据（1981年至2010年） | 噶尔县狮泉河镇气象数据（1981年至2010年） | 噶尔县狮泉河镇气象数据（1981年至2010年） | 噶尔县狮泉河镇气象数据（1981年至2010年） | 噶尔县狮泉河镇气象数据（1981年至2010年） | 噶尔县狮泉河镇气象数据（1981年至2010年） | 噶尔县狮泉河镇气象数据（1981年至2010年） | 噶尔县狮泉河镇气象数据（1981年至2010年） | 噶尔县狮泉河镇气象数据（1981年至2010年） |
| 月份                                     | 1月                                      | 2月                                      | 3月                                      | 4月                                      | 5月                                      | 6月                                      | 7月                                      | 8月                                      | 9月                                      | 10月                                     | 11月                                     | 12月                                     | 全年                                     |
| ---------------------------------------- | ---------------------------------------- | ---------------------------------------- | ---------------------------------------- | ---------------------------------------- | ---------------------------------------- | ---------------------------------------- | ---------------------------------------- | ---------------------------------------- | ---------------------------------------- | ---------------------------------------- | ---------------------------------------- | ---------------------------------------- | ---------------------------------------- |
| 历史最高温 °C（°F）                      | 6.4 (43.5)                               | 9.5 (49.1)                               | 13.4 (56.1)                              | 15.7 (60.3)                              | 20.5 (68.9)                              | 25.2 (77.4)                              | 32.1 (89.8)                              | 26.4 (79.5)                              | 23.7 (74.7)                              | 16.7 (62.1)                              | 12.7 (54.9)                              | 7.1 (44.8)                               | 32.1 (89.8)                              |
| 平均高温 °C（°F）                        | −4.1 (24.6)                              | −2.0 (28.4)                              | 2.3 (36.1)                               | 7.4 (45.3)                               | 12.6 (54.7)                              | 18.1 (64.6)                              | 21.5 (70.7)                              | 20.5 (68.9)                              | 16.3 (61.3)                              | 8.2 (46.8)                               | 2.9 (37.2)                               | −1.6 (29.1)                              | 8.5 (47.3)                               |
| 日均气温 °C（°F）                        | −12.0 (10.4)                             | −9.2 (15.4)                              | −4.8 (23.4)                              | 0.1 (32.2)                               | 5.1 (41.2)                               | 10.7 (51.3)                              | 14.4 (57.9)                              | 13.8 (56.8)                              | 9.3 (48.7)                               | 0.5 (32.9)                               | −5.7 (21.7)                              | −10.1 (13.8)                             | 1.0 (33.8)                               |
| 平均低温 °C（°F）                        | −19.7 (−3.5)                             | −16.9 (1.6)                              | −12.6 (9.3)                              | −7.9 (17.8)                              | −2.7 (27.1)                              | 3.1 (37.6)                               | 7.7 (45.9)                               | 7.5 (45.5)                               | 2.0 (35.6)                               | −8.0 (17.6)                              | −14.8 (5.4)                              | −18.2 (−0.8)                             | −6.7 (19.9)                              |
| 历史最低温 °C（°F）                      | −36.6 (−33.9)                            | −30.2 (−22.4)                            | −25.3 (−13.5)                            | −17.9 (−0.2)                             | −11.2 (11.8)                             | −6.6 (20.1)                              | −0.6 (30.9)                              | −0.4 (31.3)                              | −10.0 (14.0)                             | −17.0 (1.4)                              | −23.5 (−10.3)                            | −32.9 (−27.2)                            | −36.6 (−33.9)                            |
| 平均降水量 mm（）                        | 1.6 (0.06)                               | 1.2 (0.05)                               | 1.4 (0.06)                               | 1.3 (0.05)                               | 2.9 (0.11)                               | 3.7 (0.15)                               | 21.4 (0.84)                              | 23.8 (0.94)                              | 5.7 (0.22)                               | 2.0 (0.08)                               | 0.3 (0.01)                               | 1.1 (0.04)                               | 66.4 (2.61)                              |
| 平均相對濕度（％）                       | 36                                       | 33                                       | 31                                       | 29                                       | 30                                       | 31                                       | 39                                       | 43                                       | 36                                       | 27                                       | 24                                       | 31                                       | 33                                       |
| 来源：中国气象数据网                     |                                          |                                          |                                          |                                          |                                          |                                          |                                          |                                          |                                          |                                          |                                          |                                          |                                          |

## 歷史沿革

### 1950年以前

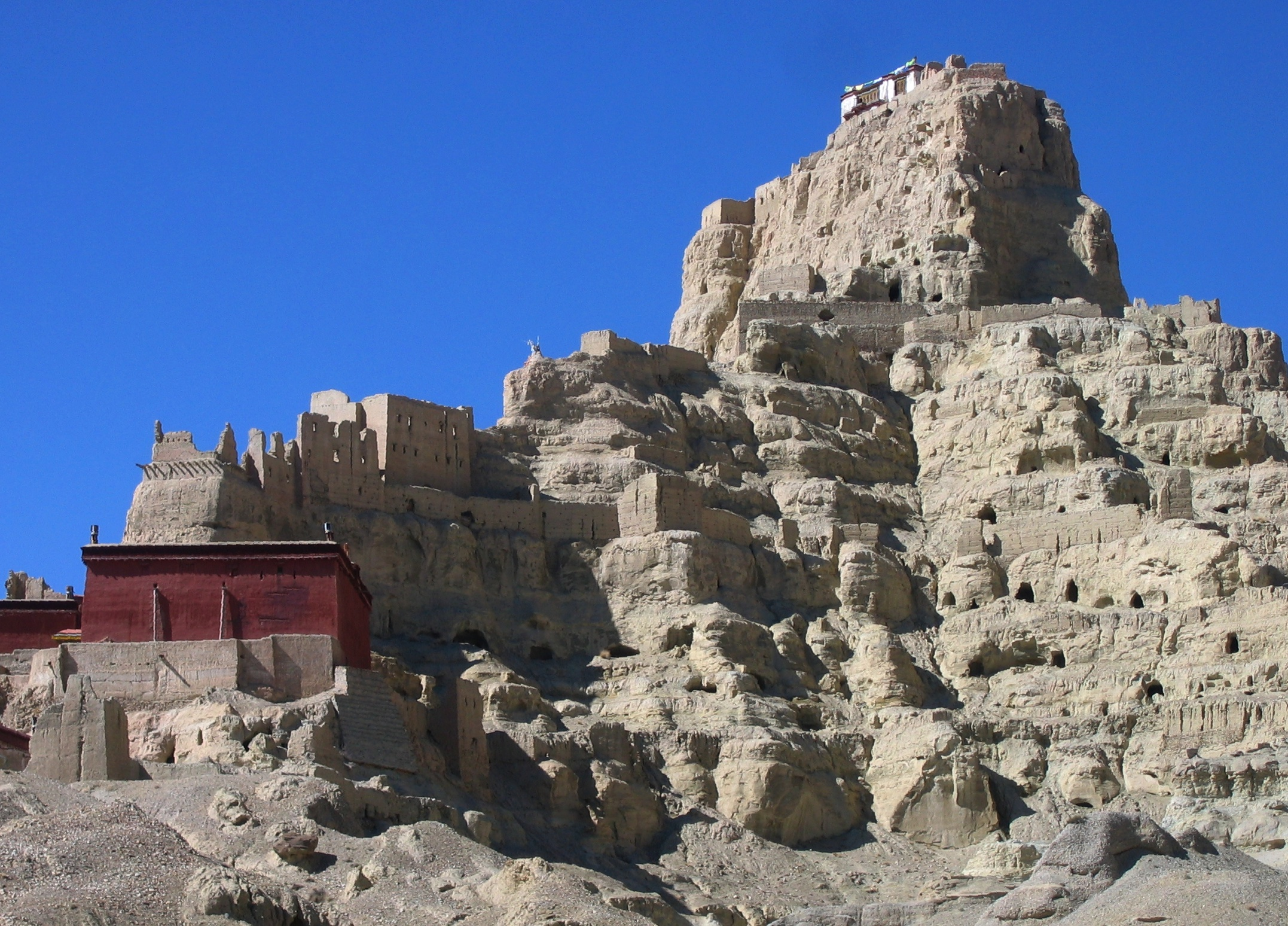
阿里境内的古格王国遗址是阿里早期人类历史的遗存

“阿里”一词是藏语音译，意为“属地”、“领地”、“领土”等。直到9世纪初，这里仍称“象雄”（羊同、杨童）。在汉文史籍中，不同朝代对其称呼各异。
阿里古为藏族地区早期的“十三小邦”之一，汉族史籍称为“羊同”。羊同经过逐步发展，在约公元4-5世纪建立了象雄王国，鼎盛时将地域划分为上（内）象雄、中象雄、下（外）象雄，上（内）象雄即今阿里地区所辖范围。
在藏文古籍中，吐蕃王朝赞普之后裔来到这块原属象雄十八部的政治区域后，吐蕃王朝灭象雄王朝后改称纳里（阿里）。
古格王朝在公元13世纪随吐蕃诸部一起归属元朝（1260-1368），统属于元朝在薩迦政權设立的“乌斯藏纳里速古鲁孙等三路宣慰使司都元帅府”，元代称“纳里速古鲁孙”，阿里地区的實際事务则由萨迦政权处理。
元朝称纳里速古鲁孙，明朝初年设羁縻性质的俄力思军民元帅府，后在古格王朝灭亡后一度被拉达克王国占领。17世纪五世达赖建立甘丹颇章政权之后，拉达克战争後阿里地区逐步归入西藏噶厦政府管理，在清廷的扶持下，后又设立宗（相当于县）和管理阿里地区的总管——“阿里基巧”。明代所称的“俄里思”，到了清代方称“阿里”。下设6个宗，长官为世袭的宗本。

### 解放軍進入阿里
1950年8月1日，中国人民解放军南疆军区独立骑兵师第一团保卫股长李狄三率领由该团第一连为进藏先遣连共138人从和田县普鲁出发，翻越昆仑山脉，挺进西藏阿里。8月29日，先遣连全员到达预定目的地：阿里地区改则县的扎麻芒保，开始好越冬准备。李狄三迫使阿里政府的噶本代表签订“五条协议”。1950年10月，先遣连后方供给线中断。李狄三鼓励部下自己动手，贮柴打猎。由于严重缺氧，先遣连干部战士普遍患上高山症，同時后方物资接济不上。1951年5月6日，独立骑兵师第二团副团长安志明率领的援藏后续挺进西藏阿里部队2个连及机关人员，共计280余人，从于田县普鲁出发，踏着李狄三先遣连的足迹，跋涉千余公里，于1951年5月28日全员到达扎麻芒保，与先遣连会师。会师当天李狄三病逝。李狄三与先遣连因高山症等原因牺牲的62人葬在阿里的扎麻芒保。安志明率部于6月5日从扎麻芒保出发，6月19日翻越东君拉达坂，1951年8月3日进驻阿里首府噶大克（今噶尔县昆莎乡南部），完成从新疆進入阿里的任务。1951年解放軍入藏后，堆里噶本驻噶大克（即噶尔雅沙）。辖布达巴、日土、噶大克。
安志明率部进藏的同时，独立骑兵师第2团营长贺景福率1个骑兵连追击从新疆阿勒泰、青海柴达木等地逃入阿里地区的乌斯满部，1951年7月经扎麻芒保进驻日土宗。
1952年2月，以李狄三先遣连、安志明率的2个连、贺景福剿匪的1个连，共计4个连为基础，组建了中国人民解放军南疆军区“阿里骑兵支队”。支队长兼政委安志明，参谋长贺景福、政治处主任高峰。1952年10月组建“中共阿里地区工委”，书记由阿里支队领导兼任。首任工委书记安志明。
1954年设阿里总管，管辖仲巴洛强、普兰宗、札布让宗、达巴宗、日土宗、噶大克等宗溪。

### 设立人民政府
1960年设阿里专区，专署驻噶尔昆沙（今昆莎乡噶尔新村)，原驻地噶尔雅沙镇改为噶尔县驻地。噶尔宗改為噶尔县（驻雅沙）；日土宗改為日土县；革吉改為革吉县（驻那坡，今革吉镇那坡社區）；改则改為改则县（驻隆仁，又称鲁玛仁波，今改则镇鲁仁社區）；仲巴洛强溪改為仲巴县（驻札东，又称老仲巴，今拉让乡玛永村）；普兰宗改為普兰县；札布让与达巴2宗合并设札达县（驻托林，今托林镇托林社區）。辖7县。
1962年将仲巴县划归日喀则专区。辖6县。
1962年中印战爭，阿里支队是班公错以南的西线对印作战的主力部队。1966年6月6日总参通知新疆军区成立野战军某师，阿里支队编为该师某团。
1966年阿里专署迁驻狮泉河，噶尔县从噶尔雅沙迁驻噶尔昆沙（噶尔新村）（因民主改革时在昆沙设噶尔新乡乡政府，故昆沙又称噶尔新村）。
1970年阿里专区改为阿里地区，地区驻噶尔县狮泉河。由改则县的路南4区设立措勤县（驻门董，今措勤镇門東社區）。阿里地区辖噶尔（驻昆沙）、革吉（驻那坡）、札达（驻托林）、措勤（驻门董）、日土、改则（驻鲁玛仁波）、普兰等7县。
1979年3月7日复归西藏自治区领导。
1979年2月5日正式成立阿里地区行政公署。1987年噶尔县从噶尔昆沙迁驻狮泉河（实际1988年9月迁驻）
1997年地区行政公署驻狮泉河镇。辖噶尔、普兰、措勤、革吉、改则、扎达、白土7县。
2017年量子科学实验卫星計划升空，阿里設立量子科学实验卫星量子隐形传态实验站。

## 政治

### 现任领导
| 机构     | · 中国共产党 · 阿里地区委员会 · | 西藏自治区人民代表大会 常务委员会 阿里地区工作委员会 | 西藏自治区人民政府 阿里地区行政公署 | · 中国人民政治协商会议 · 阿里地区委员会 · |
| 职务     | 书记                            | 主任                                                 | 专员                                | 主席                                      |
| -------- | ------------------------------- | ---------------------------------------------------- | ----------------------------------- | ----------------------------------------- |
| 姓名     | 索南丹增                        | 扎西措姆                                             | 石玉辉                              | 吕新民                                    |
| 民族     | 藏族                            | 藏族                                                 | 汉族                                | 汉族                                      |
| 籍贯     | 青海省贵德县                    | 西藏自治区那曲市                                     | 四川省广元市                        |                                           |
| 出生日期 | 1971年9月（53歲）               | 1970年8月（54歲）                                    | 1972年8月（52歲）                   | 1966年4月（59歲）                         |
| 就任日期 | 2024年10月                      | 2023年5月                                            | 2024年12月                          | 2016年10月                                |

### 行政区划
阿里地區下轄7個縣：普兰县、札达县、噶尔县、日土县、革吉县、改则县、措勤县。

## 人口
截至2022年末，阿里地區常住人口12.3萬人，居住着藏、漢、蒙、回、維等34個民族。
根据2020年第七次全国人口普查，全区常住人口为123,281人。同第六次全国人口普查的95,465人相比，十年共增加了27,816人，增长29.14%，年平均增长率为2.59%。其中，男性人口为65,604人，占总人口的53.22%；女性人口为57,677人，占总人口的46.78%。总人口性别比（以女性为100）为113.74。0－14岁的人口为32,303人，占总人口的26.2%；15－59岁的人口为82,646人，占总人口的67.04%；60岁及以上的人口为8,332人，占总人口的6.76%，其中65岁及以上的人口为5,593人，占总人口的4.54%。居住在城镇的人口为53,839人，占总人口的43.67%；居住在乡村的人口为69,442人，占总人口的56.33%。

### 民族
全区常住人口中，汉族人口为14,695人，占11.92%；藏族人口为107,199人，占86.96%；其他少数民族人口为1,387人，占1.13%。与2010年第六次全国人口普查相比，汉族人口增加7,328人，增长99.47%，占总人口比例增加4.2个百分点；各少数民族人口增加20,488人，增长23.26%，占总人口比例下降4.2个百分点。其中，藏族人口增加19,706人，增长22.52%，占总人口比例下降4.69个百分点。
| 民族名称                | 藏族  | 汉族 | 回族 | 维吾尔族 | 土家族 | 白族 | 苗族 | 彝族 | 撒拉族 | 蒙古族 | 其他民族 |
| ----------------------- | ----- | ---- | ---- | -------- | ------ | ---- | ---- | ---- | ------ | ------ | -------- |
| 人口数                  | 87493 | 7367 | 253  | 92       | 35     | 34   | 28   | 28   | 26     | 21     | 88       |
| 占总人口比例（%）       | 91.65 | 7.72 | 0.27 | 0.10     | 0.04   | 0.04 | 0.03 | 0.03 | 0.03   | 0.02   | 0.09     |
| 占少数民族人口比例（%） | 99.31 | ---  | 0.29 | 0.10     | 0.04   | 0.04 | 0.03 | 0.03 | 0.03   | 0.02   | 0.10     |

## 能源
阿里曾长期属于中国罕有的自主供电地区，其电网独立于国家电网之外，乡村及农牧民聚集地通电率低，关键是无较大容量的可靠的电源和电网。
2020年7月26日，阿里地区电力联网工程竣工，并于同年12月4日正式投运，阿里地区全面并入国网统一供电，电力供应能力和水平将得到大幅度的提高，与东部省份无异。
阿里基本上没有煤炭资源，太阳能和风能资源丰富。地热资源一般。

## 文化
阿里地区文化艺术是象雄文明的重要组成部分，产生了许多以传说形式诠释大自然的神话。7世纪，佛教传入阿里本土以后，出现了佛教传说故事和歌谣，其内容丰富，形式多样，从不同侧面反映了不同时期劳动人民的精神风貌和内心追求，具有鲜明的西藏西部风格与魅力。

### 艺术
阿里的传统艺术主要包括音乐舞蹈、曲艺戏剧和工艺美术，尤以藏族乐舞和工艺美术最为耀眼夺目。普兰、札达一带为果谐的发祥地之一。苯教羌姆据传是辛饶米沃且时期流行的一种宗教歌舞，后又与佛教进行了融合，广泛流行于朗钦藏布、马甲藏布一带的寺院和民间。起源于札达的弦舞是阿里最古老的舞蹈种类之一，在古格遗址红庙残缺的壁画中依稀可见，至今仍在普兰、札达一带民间流传。阿里的雕塑、岩画在整个西藏艺术画廊中占有重要地位。古格时期的佛像雕塑不惜重金，雍容大气；古格壁画融高原质朴简约和南亚及波斯开放、夸张于一体，独具特色，开一代画风。

### 宗教

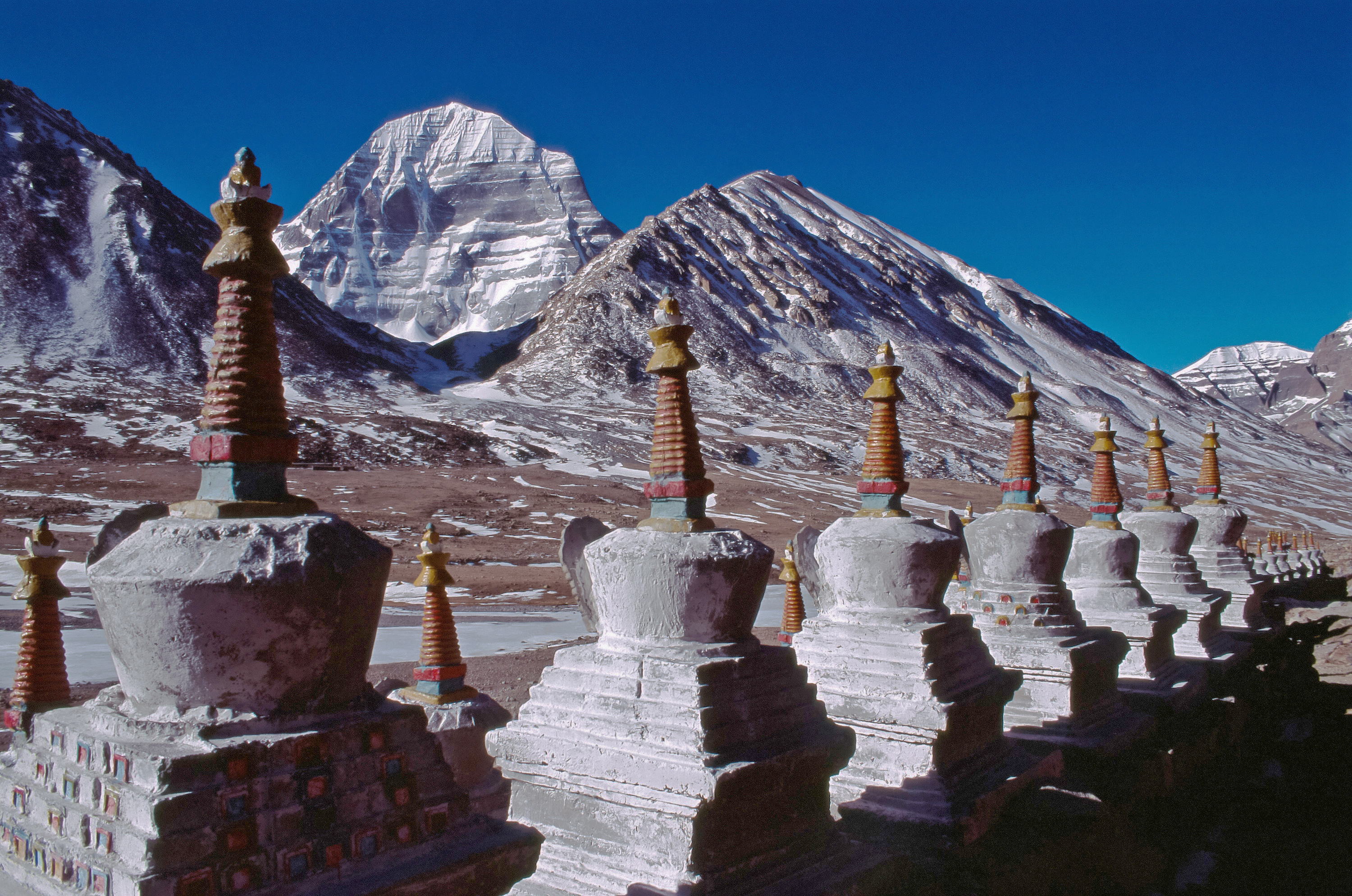
冈仁波齐峰脚下的藏传佛教佛龛

阿里为西藏本土宗教——苯教的发祥地。公元1世纪，苯教沿雅鲁藏布江开始传播到卫藏以至整个藏区。8世纪初，印度佛教大师佛密来到冈仁波齐朝圣，并广传佛法，此为藏传佛教在阿里传播的开端。10世纪末，仁钦桑布在阿里创立了第一座寺庙。11世纪中叶，应古格王绛曲沃邀请，阿底峡来到古格与仁钦桑布一起传经弘法，是为藏传佛教“后弘期”上路弘传之始。相隔20多年后，在托林寺召开大法会，史称“火龙年大法会”。12世纪末，传入竹巴噶举派。13世纪中叶，直贡噶举派传入阿里。15世纪，古格人阿旺扎巴前往后藏拜宗喀巴为师，学成后，返回古格，传播格鲁派，托林寺为该教派传播中心。17世纪上半叶，葡萄牙耶酥会传教士经克什米尔到古格扎布让传授基督教。古格灭亡后，西方基督传教士被驱逐出境。全地区共有开放寺庙及拉康75座（其中寺庙57座，拉康18座）。

## 旅游

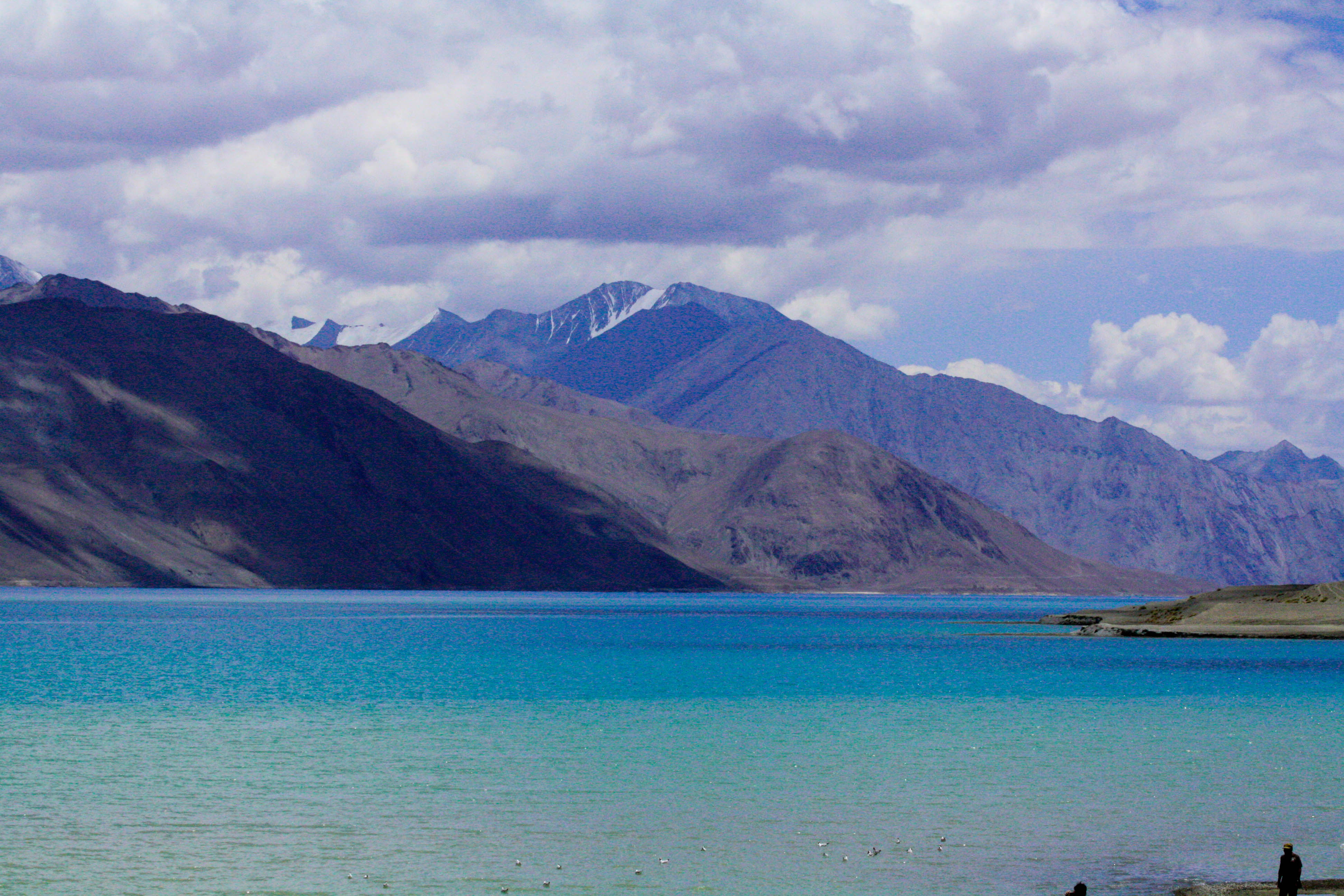
位于中印边界的班公错是阿里的一大旅游点之一

- 班公错
- 扎达土林
- 玛旁雍错－聖湖
- 冈仁波齐峰－神山
- 托林寺
- 古格王朝
- 鬼湖
- 纳木那尼峰
- 东嘎皮央

## 城市建设

### 城市供热
阿里地区狮泉河镇的集中供暖工程将在2015年夏天启动，2017年内完工；阿里将成继拉萨之后第二个市县主要城区集中供暖的地区。

## 交通

### 公路運輸
- 全地區境內有7條國道及5條省道，分別為 216国道、 219国道、 317国道、 564国道、 565国道、 693国道、 695国道， 301省道、 302省道、 303省道、 519省道、 520省道，均為砂石路面。

### 航空運輸
- 阿里昆莎機場，於2010年7月1日啟用，位於噶爾縣獅泉河鎮西南，目前已開通2條航線開往喀什及拉薩。

### 鐵路運輸
- 正在規劃中的新藏铁路將經過阿里地區。

## 全国重点文物保护单位
- 古格王国遗址
- 托林寺
- 科迦寺
- 皮央和东嘎遗址